# Martin Bätz
Johann Martin Bätz, andere Schreibweise des Nachnamens: Baetz (* 14. November 1830 in Memmelsdorf in Unterfranken, heute zur Gemeinde Untermerzbach; † 22. November 1885 in Ebern) war ein fränkisch-bayerischer Unternehmer und Landespolitiker.

## Leben

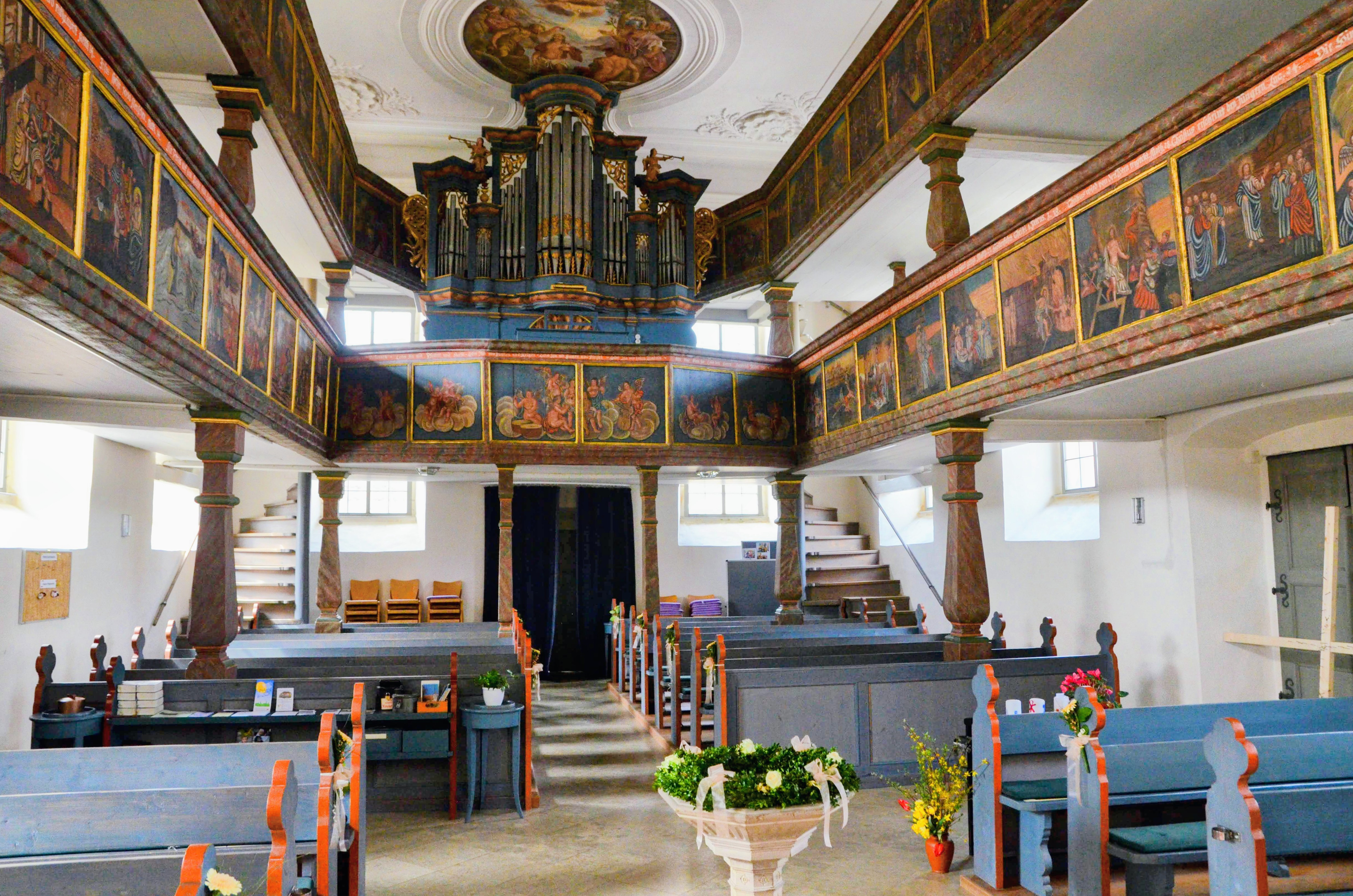
Memmelsdorf i. Ufr. St. Bartholomäus, Taufbrunnen

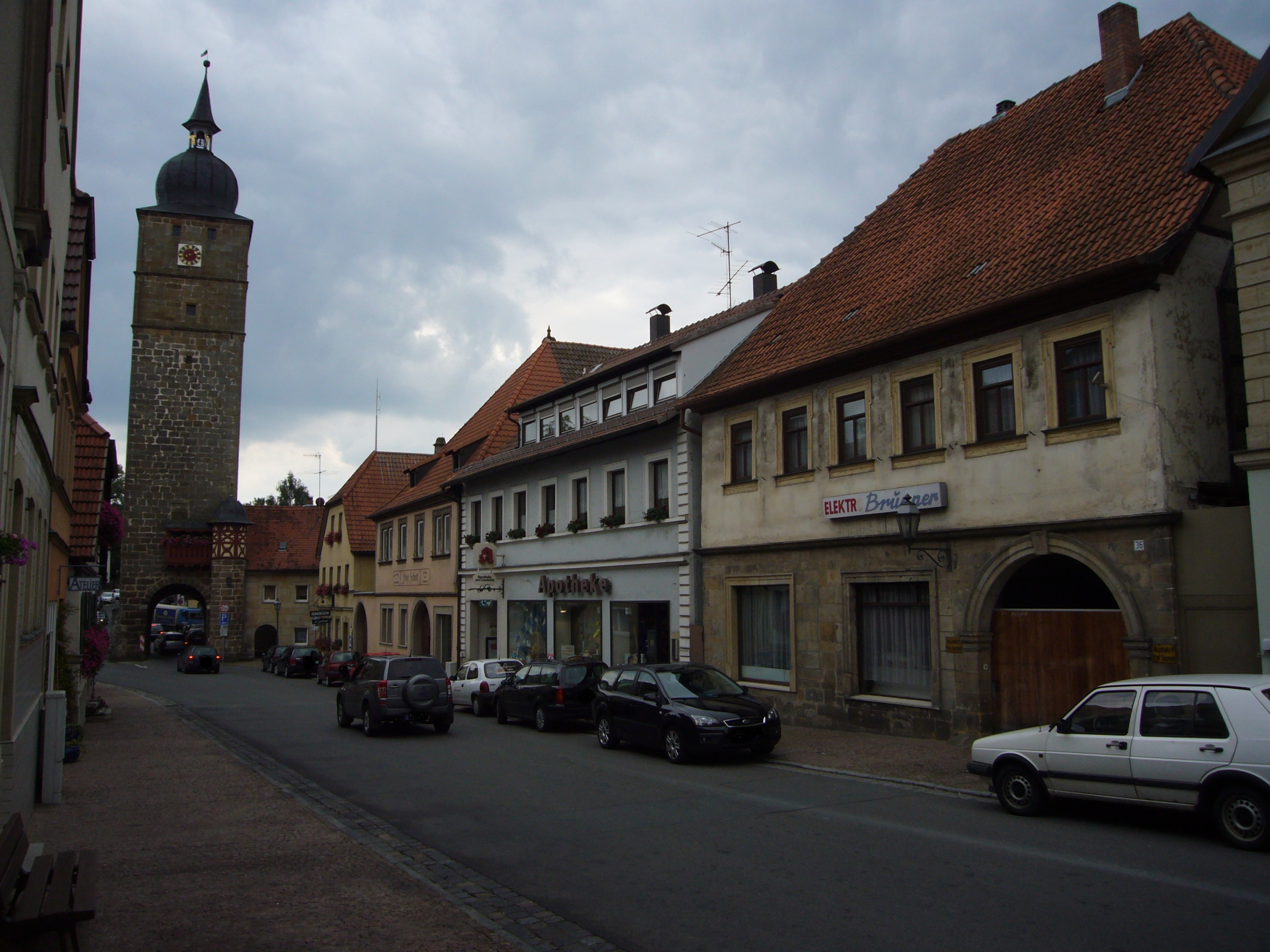
Ehemaliges Wohn- und Geschäftshaus von Martin Bätz in Ebern nach Abtragung des ursprünglichen Giebels (heute Apotheke, Zustand 2007)

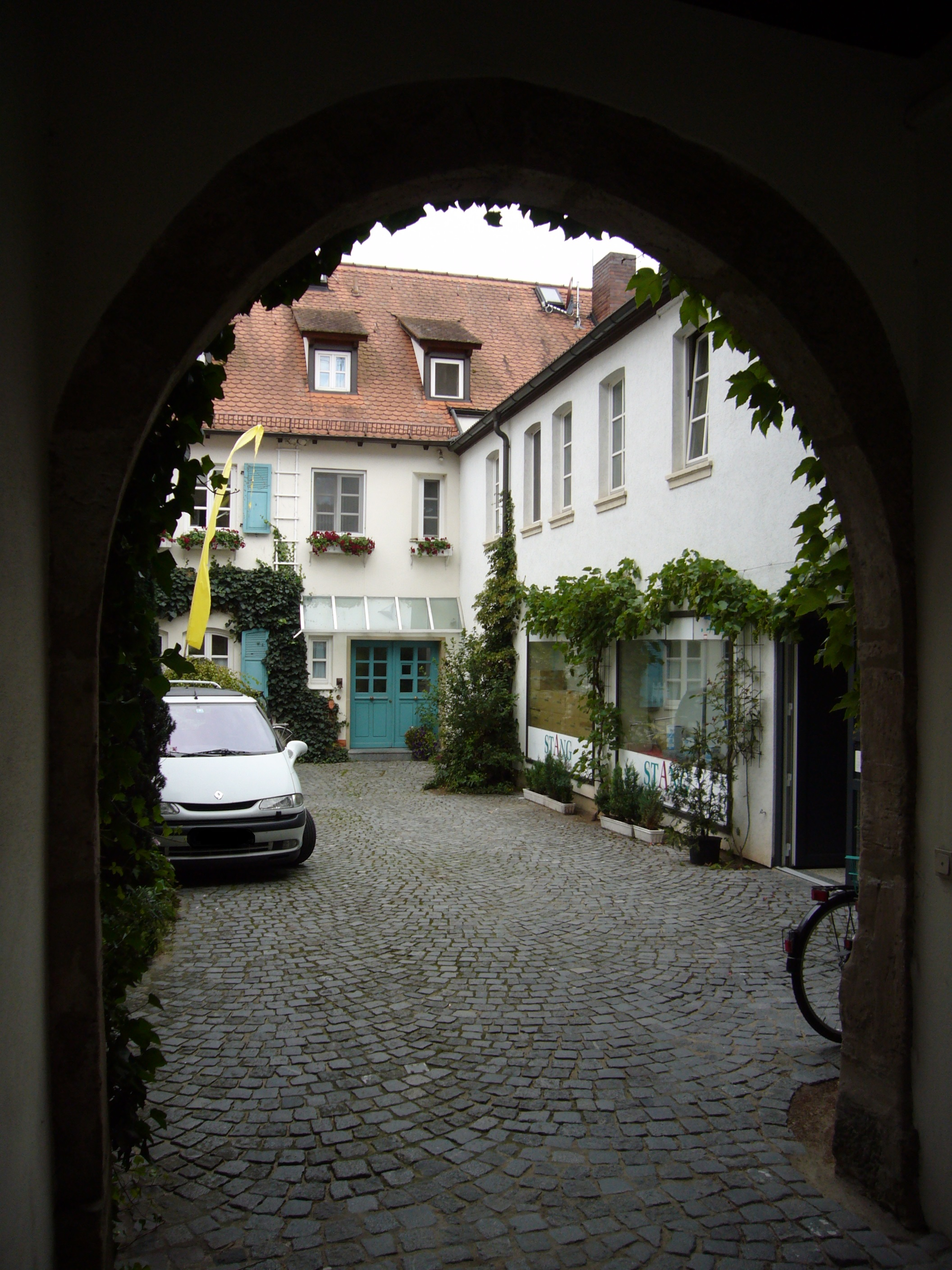
Ehemalige Fabrikgebäude der Dochtfabrik von Martin Bätz in Ebern

Martin Bätz wurde als Sohn des Webermeisters Johann Adam Bätz und dessen Frau Anna Katharina (geb. Müller) am 14. November 1830 in Memmelsdorf im Haus Martergasse 84 geboren. Er wurde am 21. November 1830 in der evangelisch-lutherischen Pfarrkirche St. Bartholomäus von Memmelsdorf durch den Merzbacher Pfarrer Schmidt getauft und nach seinem ersten Paten, einem Webermeister, „Johann Martin“ genannt. Ein später geborener Bruder starb mit sechs Tagen, eine später geborene Schwester starb nach einem Monat. Nur eine Schwester erreichte das Erwachsenenalter. 
Die Schule besuchte Martin Bätz bei dem Memmelsdorfer Lehrer Johann Georg Töpfer, der von 1836 bis 1869 in Memmelsdorf wirkte. Im Jahr 1847 wurde Bätz in der Memmelsdorfer Kirche konfirmiert. 
Im Alter von 20 Jahren wanderte Martin Bätz im Jahr 1850 nach Nordamerika aus, kehrte allerdings im Jahr 1856 wieder in seine fränkische Heimat zurück. Hier heiratete er Luise Wolpers (* 7. Juli 1838 in Bockenheim; † 23. Februar 1899) und bezog mit ihr ein Haus am Eberner Marktplatz (Haus Nr. 51, aktuell Marktplatz 38). Dem Paar wurden zwei Töchter geboren: Friederika Therolia (* 15. Oktober 1861 in Ebern,) und Jeanette (* 10. August 1867 in Ebern). In dem Wohnhaus der Familie hatte bereits der Docht- und Kerzenfabrikant Adam Höchstädter einen Betrieb geführt, den Martin Bätz übernahm und weiterführte. 
Mit 39 Jahren wurde Bätz Kandidat der Bayerischen Fortschrittspartei im Wahlbezirk Schweinfurt für die Zweite Kammer der Bayerischen Ständevertretung und legte nach erfolgreicher Wahl am 17. Januar 1870 im Thronsaal der Münchener Residenz bei der feierlichen Landtagseröffnung vor König Ludwig II. und den Vertretern der Königsfamilie die Eidesleistung als Abgeordneter ab. Einem Austrittsgesuch von Bätz aus gesundheitlichen Gründen vom 17. November 1873 wurde stattgegeben. Parlamentarischer Nachfolger wurde Nikolaus Holzapfel. 
Bei der folgenden Wahl vom 15. Juli 1875 wurde Martin Bätz als Abgeordneter der Vereinigten Liberalen im Amt bestätigt. Bätz gehörte während seiner Abgeordnetentätigkeit zahlreichen Ausschüssen an.:
- Ausschuss zur Berathung des Gesetzentwurfes: "Abänderungen der Tax- und Stempelgesetze" (8. Oktober 1875) Mitglied 13.WP 1869-1875, 24.LT 1870-1871
- Ausschuss zur Berathung des Gesetzentwurfes: "Abänderungen der Tax- und Stempelgesetze" (8. Oktober 1875) Mitglied 13.WP 1869-1875, 25.LT 1871-1872
- Ausschuss zur Berathung des Gesetzentwurfes: "Abänderungen der Tax- und Stempelgesetze" (8. Oktober 1875) Mitglied 13.WP 1869-1875, 26.LT 1873-1875
- Ausschuss zur Berathung der die Erbauung von Eisenbahnen betr. Petitionen (10. Oktober 1877) Mitglied 14.WP 1875-1881, 27.LT 1875-1876
- Ausschuss zur Berathung der die Erbauung von Eisenbahnen betr. Petitionen (10. Oktober 1877) Mitglied 14.WP 1875-1881, 28.LT 1877-1881
- Ausschuss zur Vorberathung der bis jetzt eingekommenen Petitionen in Bezug auf Eisenbahnen (23. März 1876) Mitglied 14.WP 1875-1881, 27.LT 1875-1876
- Ausschuss zur Vorberathung der bis jetzt eingekommenen Petitionen in Bezug auf Eisenbahnen (23. März 1876) Mitglied 14.WP 1875-1881, 28.LT 1877-1881

Ab dem Jahr 1877 bis zu seinem Ausscheiden gehörte er dem „Ausschuss zur Berathung der die Erbauung von Eisenbahnen betreffenden Petitionen“ an. In diesem Ausschuss engagierte sich Bätz für den Bau einer Nebenbahn von Breitengüßbach nach Königshofen mit dem Anschluss nach Bischofsheim-Gersfeld. Diese Bahnlinie war bereits im Jahr 1869 von der Abgeordnetenkammer in die Liste der vordringlichsten Eisenbahnprojekte aufgenommen worden. Im Jahr 1873 fanden in Ebern Besprechungen zur Bahnlinie Bamberg-Rattelsdorf-Ebern-Königshofen statt. Bätz gehörte dem Landtag bis zum 13. Januar 1880 an und schied dann aus geschäftlichen und gesundheitlichen Gründen aus dem politischen Leben aus, ohne sein Ziel eines Eisenbahnanschlusses erreicht zu haben. Sein Amtsnachfolger wurde Christian Sauerbrey.

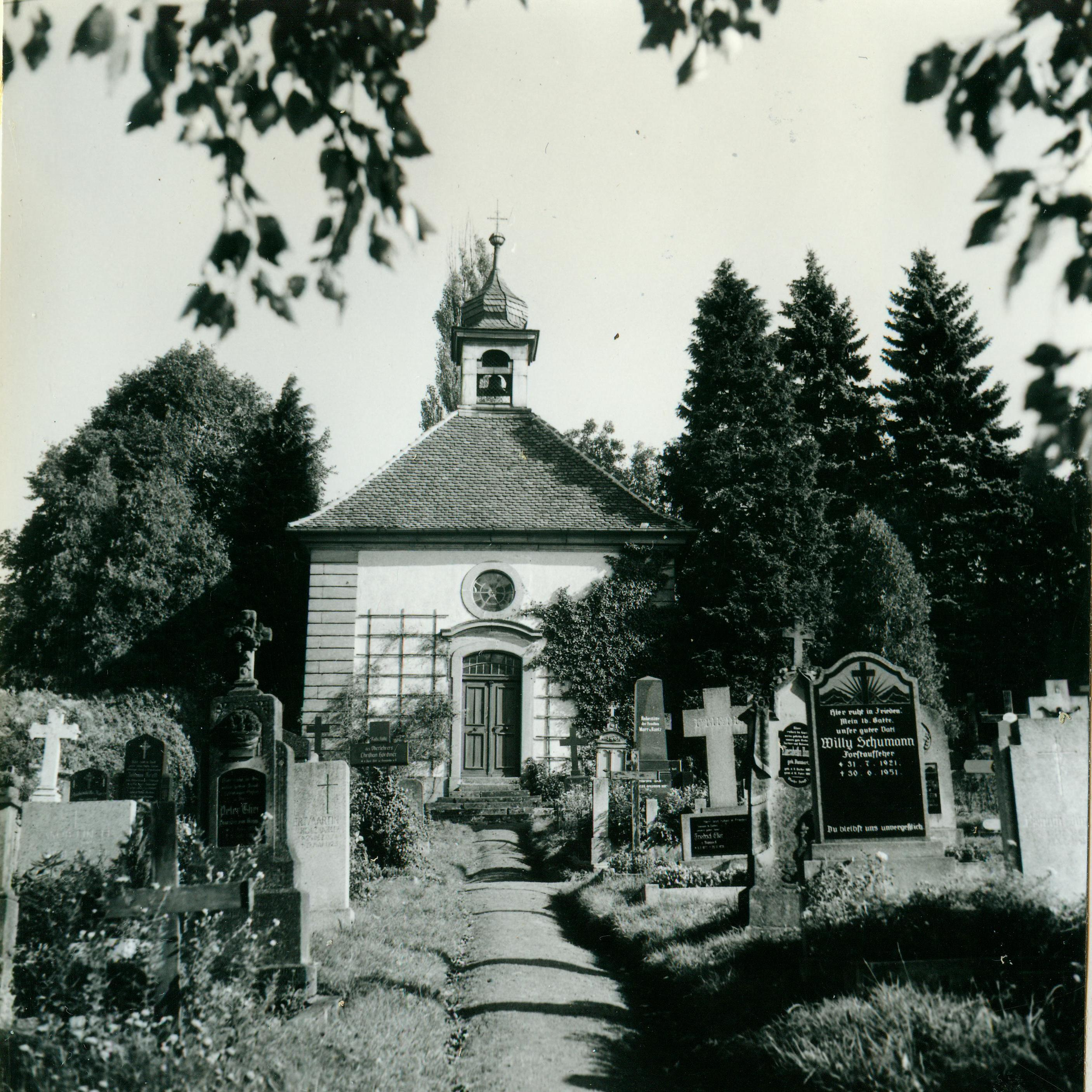
Friedhof Eyrichshof mit dem Obelisk-Grabmal von Martin Bätz rechts der Kapelle vor der Abräumung der Grablege

Scheinbar setzte sich Bätz nach seinem Ausscheiden aus dem Parlament als Privatier für sein Vorhaben des Baues einer Eisenbahnlinie nach Ebern ein. Martin Bätz starb am 22. November 1885 in Ebern an einem Herzleiden und wurde auf dem evangelischen Friedhof von Eyrichshof beigesetzt, da Ebern nur über einen katholischen Friedhof verfügte. Sein politisches Vorhaben eines Eisenbahnanschlusses wurde im Jahr 1888 durch ein Lokalbahngesetz in die Wege geleitet. Der Bahnbau wurde am 1. April 1892 genehmigt und am 15. September 1893 begonnen. Am 25. Oktober 1895 erfolgte die feierliche Einweihung der Strecke Bamberg-Ebern, die zur deutlichen Belebung der Wirtschaft in der Region führte. Die Strecke entwickelte sich zur zweitbesten Lokalbahn des Königreiches Bayern. Die Dochtfabrikation von Martin Bätz wurde von seiner zweiten Tochter Jeanette und ihrem Mann Carl Marr aus Gräfenberg fortgesetzt.

## Auszeichnungen

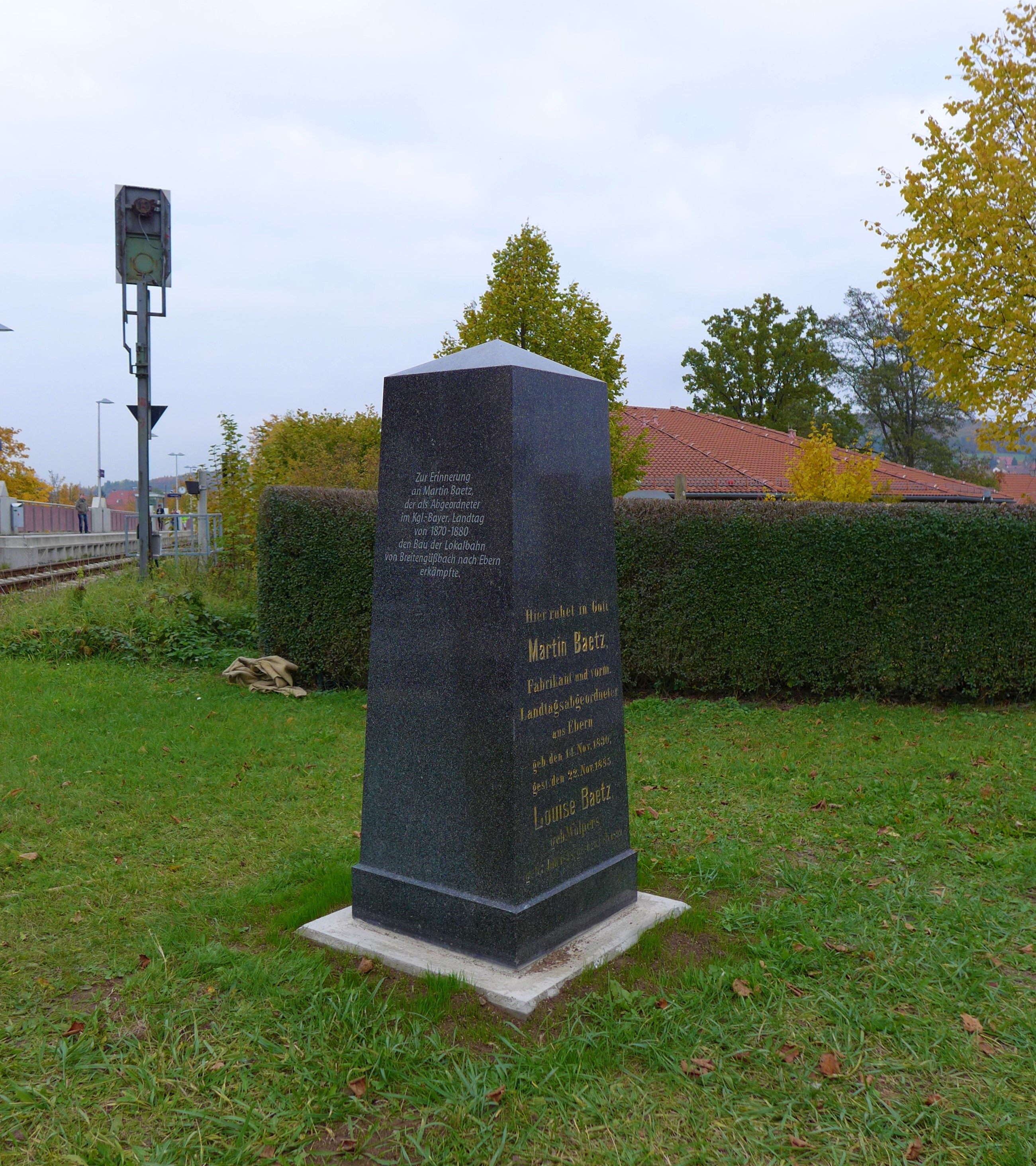
Gedenkstein für Martin Bätz in Ebern

Der Bürgerverein Ebern plante seit dem Jahr 2010 ein Denkmal zur Erinnerung an den Eisenbahnbau nach Ebern und an dessen Initiator Martin Bätz. Der Bauausschuss der Stadt Ebern beschloss im November 2014, den ehemaligen Grabstein von Bätz, versehen mit einer zusätzlichen Inschrift, im Jahr 2015 am Haltepunkt der Stichbahn in Ebern aufzustellen.
Der Stein wurde am 25. Oktober 2015 eingeweiht.